# Nilo Peçanha
Nilo Procópio Peçanha (født 2. oktober 1867 i Campos dos Goytacazes, død 31. marts 1924 i Rio de Janeiro) var en brasiliansk politiker og Brasiliens syvende præsident, i årene 1909–1910.